# Вооружённые силы Бенина
Вооружённые силы Бенина (фр. Forces Armees Beninoises, FAB) — военная организация Республики Бенин, предназначенная для защиты свободы, независимости и территориальной целостности государства. 
Состоят из органов управления, сухопутных войск, военно-морских и военно-воздушных сил.

## История
На протяжении длительного времени Бенин являлся колонией Франции, в 1958 году он получил новый статус — Республика Дагомея в составе Французского Сообщества. 1 августа 1960 года страна получила независимость.
В 1963 году был принят закон о всеобщей воинской обязанности (устанавливавший призывной возраст — 18 лет и срок службы 12 месяцев), но и в дальнейшем сохранялась смешанная система комплектования армии (добровольцами и по призыву).
В 1970 году общая численность вооружённых сил составляла 3 тыс. человек:
- сухопутная армия из 1700 человек (основу которой составляли три пехотных батальона и подразделение парашютистов)[2]
- военно-воздушные силы (около 100 человек личного состава и 1 смешанная авиаэскадрилья из шести самолётов)[2]
- жандармерия[2]

В октябре 1963 года в результате военного переворота власть захватил начальник штаба армии полковник Кристоф Согло, но в декабре 1967 года он был смещён в результате следующего военного переворота, организованного группой армейских офицеров.
В 1977 году военнослужащие-спортсмены вооружённых сил Бенина участвовали в проходившей на Кубе 4-й летней спартакиаде СКДА.
Личный состав вооружённых сил Бенина принимает участие в миротворческих операциях ООН (в основном, на территории Африки). Потери Бенина во всех операциях ООН с участием страны составили 28 человека погибшими.
| Вооружённые силы Бенина                                         | Вооружённые силы Бенина |
| --------------------------------------------------------------- | --- |
| Призывной возраст и порядок комплектования:                     | Вооружённые силы Бенина комплектуются по призыву и на добровольной основе, мужчинами и женщинами гражданами Бенина в возрасте 18 — 35 лет, прошедшими отбор и имеющими высшее образование; срок службы по призыву — 18 месяцев. (по данным на 2011 год) |
| Человеческие ресурсы, доступные для воинской службы:            | мужчины в возрасте 16 — 49: 2,095,373 женщины в возрасте 16 — 49: 2,038,351 (2010 оценочно) |
| Человеческие ресурсы, пригодные для воинской службы:            | мужчины в возрасте 16 — 49: 1,385,065 женщины в возрасте 16 — 49: 1,400,045 (2010 оценочно) |
| Человеческие ресурсы, ежегодно достигающие призывного возраста: | мужчины: 108,496 женщины: 104,526 (2010 оценочно) |
| Военные расходы — процент от ВВП:                               | 1 % (по данным на 2009 год), 128 место в мире |

## Современное состояние
По состоянию на начало 2022 года общая численность регулярных вооружённых сил составляла 7,25 тыс. человек, комплектование личным составом осуществлялось по призыву.
- сухопутные войска насчитывали 6,5 тыс. человек; 18 лёгких танков ПТ-76; 34 бронетранспортёра (22 шт. М113, 10 шт. «Casspir-NG» и два "ACMAT Bastion"), 34 бронемашины (три AML-90, 14 шт. БРДМ-2, семь М8 и 10 шт. VBL), более 16 буксируемых орудий полевой артиллерии (в том числе, 12 шт. 105-мм гаубиц L118 Light Gun и четыре 105-мм гаубицы М101), а также несколько 82-мм и 120-мм миномётов[1].
- военно-воздушные силы насчитывали 250 человек, три транспортных самолёта (один DHC-6, один Boeing 727 и один HS-748), два учебных самолёта LH-10 Ellipse и пять транспортных вертолётов (четыре «AW.109BA» и один «AS350B Ecureuil»)[1].
- военно-морские силы насчитывали около 500 человек и шесть патрульных катеров[1]

Коме того, в стране имелись военизированные вооружённые формирования, не входившие в состав вооружённых сил - жандармерия общей численностью 4,8 тыс. человек.

#### Стрелковое оружие
| Название              | Изображение           | Тип                               | Страна производства   | Примечания            |                       |
| Стрелковое вооружение | Стрелковое вооружение | Стрелковое вооружение             | Стрелковое вооружение | Стрелковое вооружение | Стрелковое вооружение |
| --------------------- | --------------------- | --------------------------------- | --------------------- | --------------------- | --------------------- |
| ТТ                    |                       | Пистолет                          | СССР                  |                       |                       |
| MAT-49                |                       | Пистолет-пулемёт                  | Франция               |                       |                       |
| MAS-36                |                       | Винтовка                          | Франция               |                       |                       |
| MAS-49                |                       | Винтовка                          | Франция               |                       |                       |
| СКС                   |                       | Карабин                           | СССР                  |                       |                       |
| АК-47                 |                       | Автомат                           | СССР                  | Также имеется Type 56 |                       |
| АКМ                   |                       | Автомат                           | СССР                  |                       |                       |
| АА-52                 |                       | Единый пулемёт                    | Франция               |                       |                       |
| РП-46                 |                       | Ручной пулемёт                    | СССР                  |                       |                       |
| РПД                   |                       | Ручной пулемёт                    | СССР                  |                       |                       |
| ДШК                   |                       | Станковый пулемёт                 | СССР                  |                       |                       |
| Браунинг М2           |                       | Станковый пулемёт                 | США                   |                       |                       |
| РПГ-7                 |                       | Ручной противотанковый гранатомет | СССР                  |                       |                       |